# Epilobium brunnescens
Epilobium brunnescens là một loài thực vật có hoa trong họ Anh thảo chiều. Loài này được (Cockayne) P.H.Raven & Engelhorn mô tả khoa học đầu tiên năm 1971.